# Formato 120

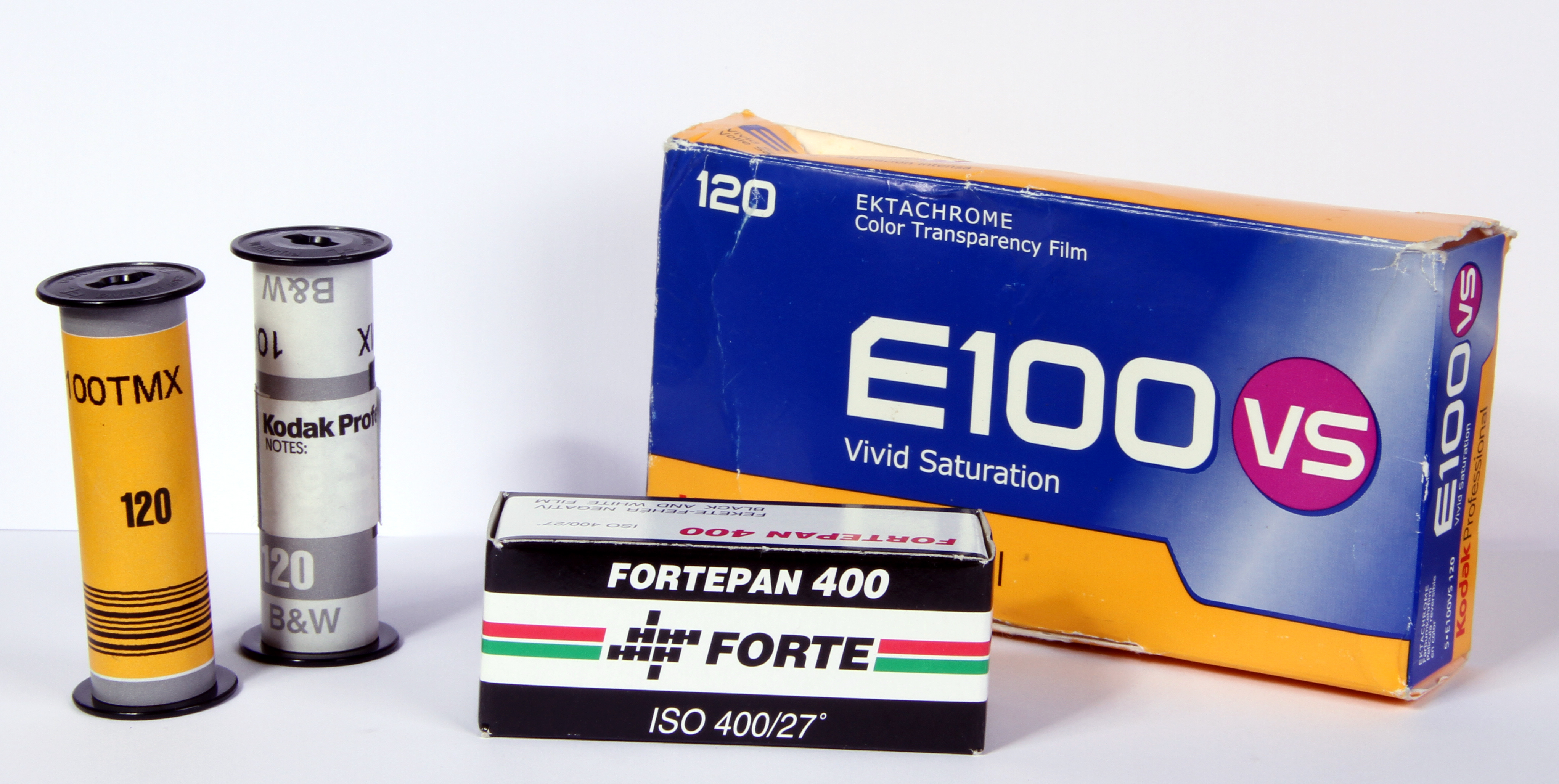
Varios tipos de films 120 : Kodak Tmax ISO 100 nueva (en amarillo), expuesta (en blanco), una caja de cinco Ektachrome y un film negro y blanco Fortepan.

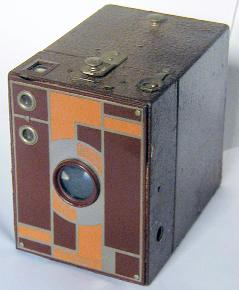
Una Kodak Brownie, ejemplo de boxcamera que utiliza el formato 120

El formato 120 es un formato de película fotográfica lanzado por Kodak en 1901 para la Brownie no 2. También recibe el nombre de « Brownie film » (ブローニーフィルム; Burōnī firumu) en Japón.

## Descripción
Se trató de un formato de película en rollo, sin perforaciones, recubierto por un lado de papel protector, en la parte posterior. Su anchura es de 64 mm. En su origen permitía hacer ocho fotos de 6 × 9 cm. El papel protector, lleva por el lado exterior, los números de tomas,  que son leídas a través de una ventana roja sobre la espalda del aparato. Desde entonces, el papel ha evolucionado y dispone además de los números para los formatos 6 × 6 cm (12 vistas) y 6 × 4,5 cm (16 vistas). Existen otros formatos como el 6 × 7. En las cámaras modernas, solo algunos modelos de gama baja poseen ventana roja, teniendo que estar cubierta en caso de utilización de película pancromática.

## Utilización
Para cargar un film 120, hay que rasgar el sello de papel, desenrollar ligeramente el papel, para fijar su lengüeta en una bobina vacía del otro lado del espacio interior de la cámara, Girando una llave, la bobina vacía se llena del film expuesto y el papel lo recubre todo con el film, donde se da la bobina llenada para el desarrollo. No hace falta, contrariamente al cartucho 135 de 35  mm, rebobinado obligatorio. La bobina vacía dejada por el film expuesto, es cambiada de lado para enrollar la nueva película y se puede volver a empezar el ciclo con una nueva bobina
Hoy en día, el formato 120 es utilizado por los fotógrafos que practican el formato medio. Se puede encontrar en los profesionales que usan aparatos de muy alta gamma (Hasselblad, Rolleiflex, etc.) y los aficionados que lo usan por el simple placer de jugar con aparatos antiguos que necesitan este formato.

## Aparatos utilizando el 120

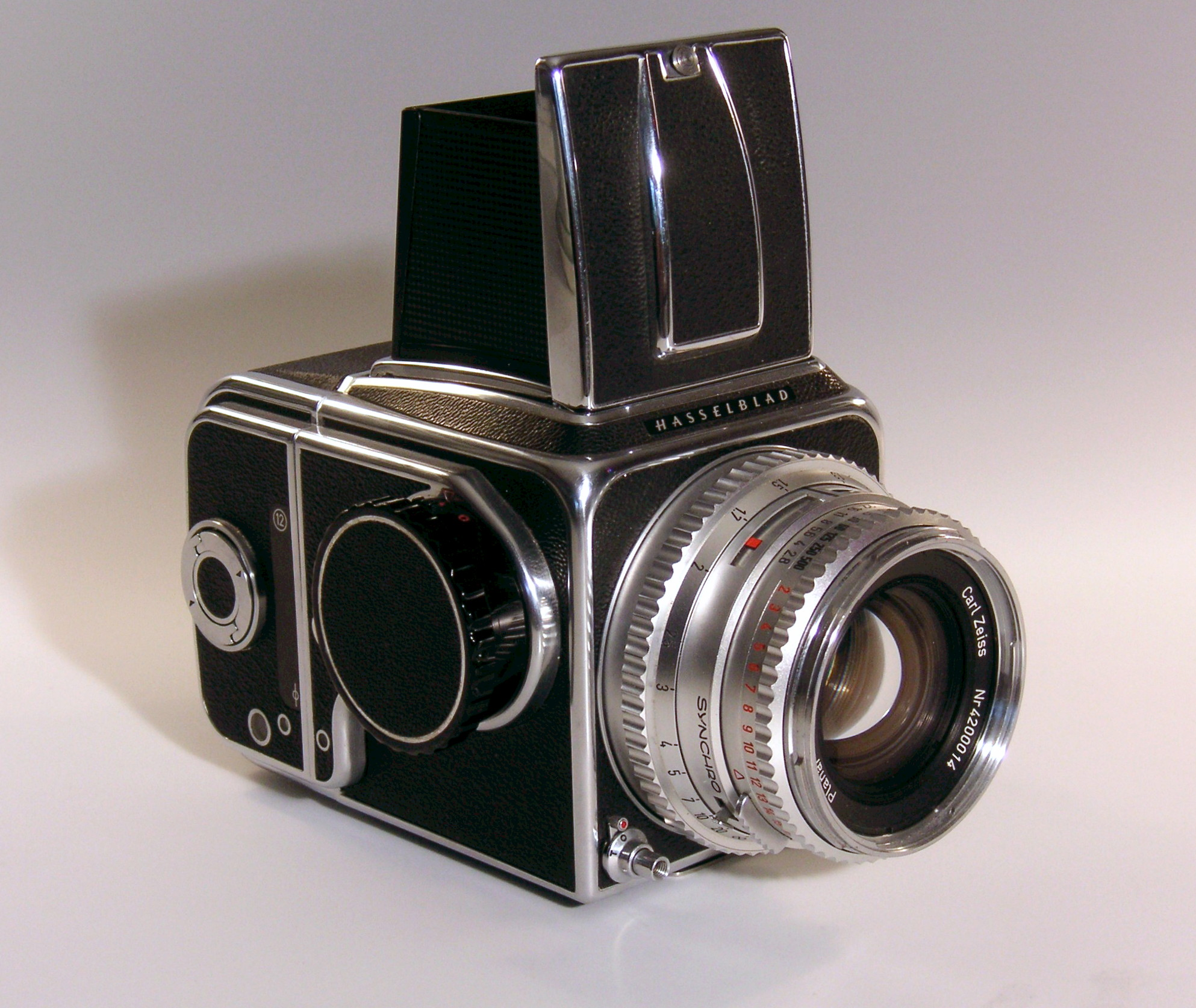
Hasselblad 500C, cámara de alta gama, utiliza el formato 6 × 6.

El formato 120 originalmente fue creado para la Brownie número 2 de Kodak, y es hasta la fecha el formato más antiguo de película que sigue en venta, si se exceptúan los formatos en placa. El 120, había sido mucho tiempo el formato «estándar» antes de ser destronado en 1960 por el formato 135, que es mucho más compacto, con mayor número de fotos y facilidad de carga. Los aparatos que lo utilizaban eran primero simples box (caja rectangular), a menudo en cartón, teniendo un objetivo fijo muy básico u objetivo de los foldings, contaban con un fuelle plegable para ganar añadir compactación. Más adelante fueron inventadas las cámaras TLR (doble objetivo), que popularizaría el formato 6 × 6 con la figura del Rolleiflex aceptando el formato 120 desde 1932.
En la actualidad, se encuentran cámaras 120 de todas las formas: siendo  Hasselblad la más conocida. Aunque también en modelos más compactos como la Holga o las cámaras telemétricas.

## Disponibilidad
Este formato se encuentra disponible y se comercializa por la mayoría de fabricantes de película fotográfica, como Kodak, Ilford, Fujifilm u otros pequeños fabricantes.